# Mokrani-Revolte
Die Mokrani-Revolte war ein Aufstand muslimischer Kabylen und Araber gegen die französische Kolonialherrschaft in Französisch-Algerien während des Deutsch-Französischen Kriegs. Der Aufstand wurde maßgeblich von der islamischen Bruderschaft der Rahmānīya organisiert. Die Revolte begann 1871 und umfasste große Teile der Landbevölkerung der Kabylei und anderer Gebiete Algeriens. Die Revolte wurde bis 1872 von französischen Truppen niedergeschlagen.

## Hintergrund
Die Kolonisation Algeriens fand schrittweise und unter stetem Widerstand aus der örtlichen Bevölkerung statt. Sie ging mit der Pauperisierung der Zerstörung der angestammten algerischen Bevölkerung und bestehender Sozial- und Wirtschaftsstrukturen einher. Die Kabylei wurde Mitte der 1850er Jahre unter französische Kontrolle gebracht und erlebte während der 1860er Jahre Verarmung und Hungersnöte. Der Deutsch-Französische Krieg sorgte mit dem Abzug von rund 30.000 französischen Soldaten nach Europa für eine für die algerische Bevölkerung sichtbare Schwächung der Kolonialmacht im Land. Mit dem Sturz der Monarchie im Laufe des Krieges und der Errichtung der Dritten Republik sorgten die Dekrete des Innenministers Adolphe Crémieux für umfassende Reformen der Kolonie. Die bis dato bestehende Militäradministration sollte durch eine wie in Frankreich gewählte Ziviladministration ersetzt werden, in der allerdings nur Algerienfranzosen und nicht Einheimische vertreten waren. Durch die Ziviladministration erhofften die Algerienfranzosen, den Prozess der Landnahme durch Konfiskation, Aufkäufe und Beschlagnahmungen im Rahmen von Schuldendienst von der einheimischen Bevölkerung beschleunigen zu können, der durch die Militäradministration bis dato gebremst worden war. Ebenso enthalten war die Emanzipation der algerischen Juden, welche somit aus der Rolle einer im islamischen Rechtsrahmen diskriminierten Minderheit in die Oberschicht der Kolonie aufrückten. Dies sorgte für Unmut bei der einheimischen muslimischen Bevölkerung.
Die religiöse Bruderschaft der Rahmanija wurde in Osmanischer Zeit vom an der al-Azhar ausgebildeten Kabylen Abd-ar-Rahman al-Azhemi al-Qubrayn gegründet und hatte in der Kabylei, Südostalgeriens und Teilen Algeriens zum Zeitpunkt der Kolonisation mit einer nennenswerten Anhängerschaft in der Gesellschaft verwurzelt. Nach der Besetzung der Kabylei wurde ihr Anführer El-Hadj Ammar nach Tunesien ausgewiesen. Die Bruderschaft stand unter Beobachtung der Kolonialbehörden. Ebenso geriet sie mehr und mehr in Konkurrenz mit von Frankreich unterstützten religiösen Organisationen. Die Bruderschaft begann zu Kriegsbeginn 1870 mit der Aufstellung von gewählten Gruppen lokaler Kader von 10 bis 12 Mann, welche mit Waffenbeschaffung, Organisation bewaffneter Kräfte und der Beobachtung der mit Frankreich kooperierender einheimische Notabler zuständig waren.

## Verlauf des Aufstands
An die Spitze der Revolte stellte sich Mohammed Al-Mokrani, ein einheimischer Notabler, dessen Familie bis dato mit Frankreich kooperiert hatte. Al-Mokrani wurde vom Anführer Amézianne Si Haddad der Rahmanija-Bruderschaft zum Befehlshaber der Gläubigen ausgerufen. Amézianne Si Haddad rief am 8. April am Sitz seiner Zawiya in Seddouk den Heiligen Krieg gegen die Kolonialmacht aus.
Die durch die Rahmaniya organisierten zu Beginn rund 15.000 Aufständischen konnten die Stützpunkte der Kolonialtruppen in der Kabylei zumeist handstreichartig einnehmen und kontrollierten wenige Wochen nach Beginn des Aufstands die Kabylei und Teile Südwestalgeriens. Die Einheimischen drangen am 21. April 1871 bis kurz vor Algier vor und konnten die Stadt L’Alma einkesseln und in Brand setzen. Frankreich stockte seine Truppen in Algerien auf rund 86.000 auf und die Algerienfranzosen formierten eigene bewaffnete Milizen. Am 5. Mai 1871 starb Mohammed al-Mokrani bei einem Gefecht mit französischen Truppen. Am 30. Juni 1871 bot der als militärischer Kommandant fungierende Sohn des Rahmanija-Anführers Si Aziz den Kolonialtruppen den Frieden an. Sein Vater folgte zwei Wochen später. Die Zahlen der im weiteren Verlauf der Revolte sich anschließenden Aufständischen sind umstritten. Es gibt Angaben für bis zu 150.000 bewaffnete Aufständische, während die Analyse der beteiligten Bevölkerungsgruppen über Clanstrukturen rund 800.000 kämpferisch oder logistisch Beteiligte nahelegt. Dies entspräche rund einem Drittel der einheimischen Bevölkerung der Kolonie.

## Folgen
Die Kolonialbehörden zählten 2686 durch die Revolte zu Tode gekommene Europäer. Die Zahl der algerischen Todesopfer ist unklar. Amézianne El-Haddad wurde zu fünf Jahre Haft verurteilt, starb jedoch wenige Tage nach dem Urteil in französischer Haft. Sein Sohn und der auch im Aufstand kämpfende Bruder von Mohammed al-Mokrani wurden nach Neukaledonien verbannt. Die Kolonialregierung nutzte den Aufstand, um von beteiligten und nichtbeteiligten Stämmen Reparationen zu verlangen in deren Verlauf es auch zu Landkonfiskationen kam. Die weitere Verarmung der kabylischen Stämme wurde von der Kolonialadministration als Mittel zur Pazifikation derselben gesehen.